# Ꞔ
Cette page contient des caractères spéciaux ou non latins. S’ils s’affichent mal (▯, ?, etc.), consultez la page d’aide Unicode.
Ne doit pas être confondu avec la lettre cyrillique koppa Ҁ.
Ꞔ (minuscule : ꞔ), appelé c crochet palatal ou c hameçon palatal, est une lettre additionnelle de l’alphabet latin qui est utilisée en dialectologie lituanienne. Elle a aussi été utilisée dans une proposition de romanisation hanyu pinyin du chinois mandarin dans les années 1950. Elle est composée d’un c avec un crochet palatal.

## Utilisation
Au XIXe siècle, Isaac Pitman et Alexander John Ellis ont utilisé un c crocheté avec une capitale C barré ‹ Є ꞔ › comme lettre représentant une consonne affriquée palato-alvéolaire sourde [t͡ʃ]  dans plusieurs versions de l’Alphabet phonotypique et une consonne fricative palato-alvéolaire sourde [ʃ] dans quelques versions.
En dialectologie lituanienne, Aleksas Girdenis utilise le c hameçon palatal dans Kalbotyros darbai (Études linguistiques) publié en 2001, se basant sur la transcription utilisée par Georg Gerullis dans Litauische Dialektstudien (Études des dialectes lituanniens) de 1930. Cependant, Georg Gerullis a plutôt utilisé un c avec une queue croisée ‹  › de la transcription phonétique de la conférence de Copenhague de 1925.
Le c crochet palatal fait partie d’un alphabet hanyu pinyin proposé en 1956, utilisant d’autres lettres additionnelles comme ч, ŋ, ʂ, ᶎ. Elle représente une consonne affriquée rétroflexe sourde aspirée [ʈ͡ʂʰ] en mandarin standard, aujourd’hui transcrite ‹ ch › en hanyu pinyin.

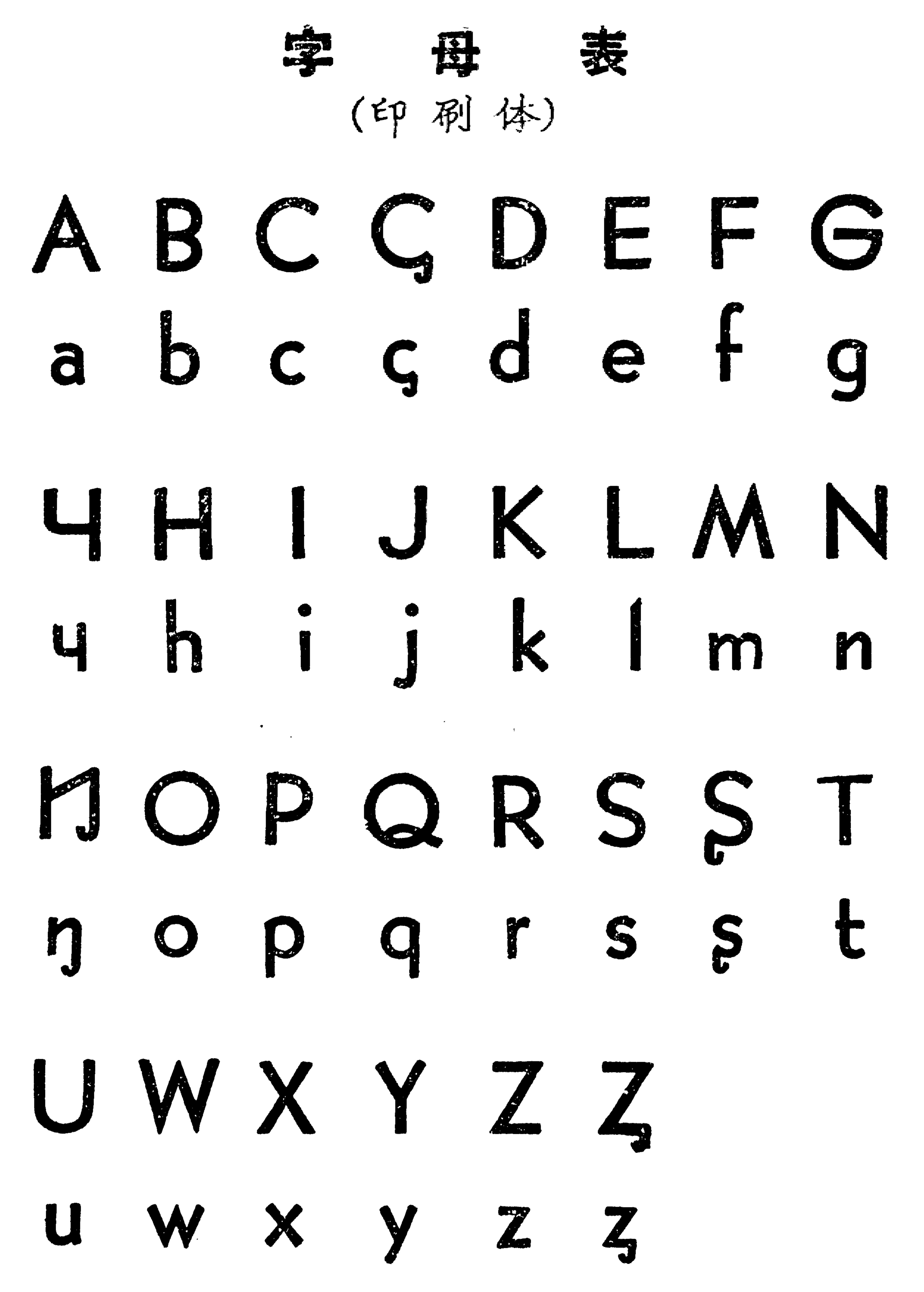
Projet d’alphabet chinois de 1956, forme imprimée.
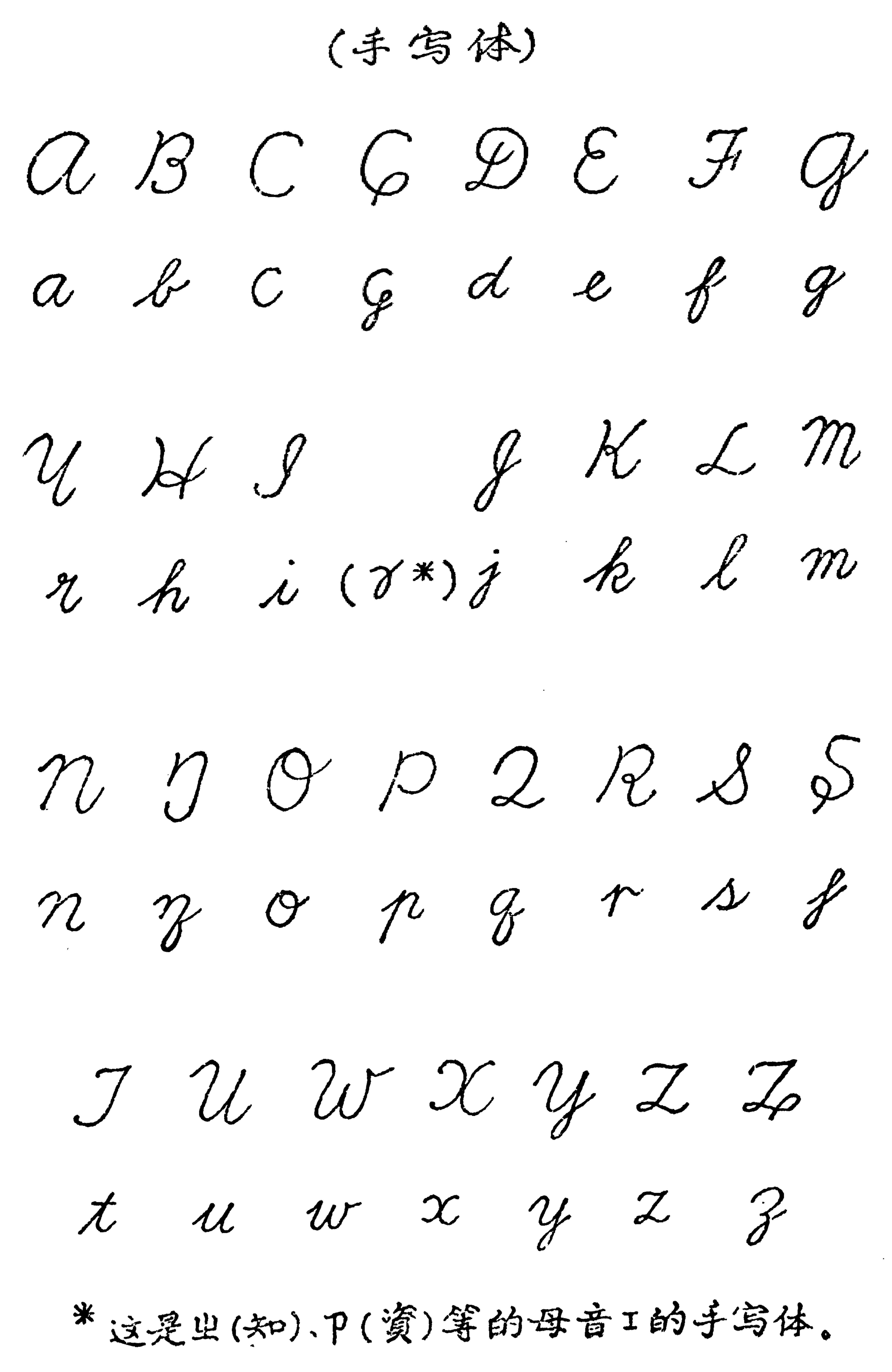
Projet d’alphabet chinois de 1956, forme imprimée.

Hilke Elsen utilise le c crochet palatal pour représenter une consonne fricative palatale nasale [ç̃] comme symbole d’une transcription phonétique dérivée de l’alphabet phonétique international (API) dans un ouvrage sur l’acquisition du langage publié en 1991. L’API n’utilise pas le c crochet palatal, le c représente une consonne occlusive palatale sourde [c] et le c cédille, lui ressemblant, représente une consonne fricative palatale sourde [ç].

## Représentations informatiques
Le c crochet palatal peut être représenté avec les caractères Unicode (Latin étendu D) suivants :
| formes    | représentations | chaînes de caractères | points de code | descriptions                              | notes                 |
| --------- | --------------- | --------------------- | -------------- | ----------------------------------------- | --------------------- |
| majuscule | Ꞔ               | Ꞔ                     | U+A7C4         | lettre majuscule latine c crochet palatal | ajouté à Unicode 12.0 |
| minuscule | ꞔ               | ꞔ                     | U+A794         | lettre minuscule latine c crochet palatal |                       |